# Deux Super-flics
Pour plus de détails, voir Fiche technique et Distribution.
Deux Super-flics (I due superpiedi quasi piatti) est un film italien d'E.B. Clucher, sorti en 1977.

## Synopsis
Un balourd barbu et un petit matelot rusé se font agresser par le caïd responsable de l'embauche des dockers alors qu'ils cherchent du boulot sur le port de Miami. Matt (Terence Hill) et Wilbur (Bud Spencer) font désormais équipe. Leur premier projet, un hold-up, les mène jusqu'au poste de police. Là, deux motards les prennent pour deux nouvelles recrues ! Nos deux héros deviennent alors des agents de police qui mettent leur "savoir-faire" de voyous au service de l'ordre public...

## Fiche technique
- Titre original : I due superpiedi quasi piatti
- Réalisation : Enzo Barboni (crédité E.B Clucher)
- Scénario : Enzo Barboni (crédité E.B Clucher)
- Production : Vittorio Galiano
- Directeur de la photographie : Claudio Cirillo
- Costumes : Luciano Sagoni
- Montage : Eugenio Alabiso
- Musique : Guido et Maurizio de Angelis
- Pays :  Italie
- Genre : Comédie
- Couleur : couleur - 1,78:1 - 35 mm
- Durée : 109 minutes
- Date de sortie :
  - Allemagne de l'Ouest : 1er avril 1977
  - Italie : 6 avril 1977
  - France : 14 décembre 1977

## Distribution
- Terence Hill (VF : Dominique Paturel) : Matt Kirby
- Bud Spencer (VF : Claude Bertrand) : Wilbur Walsh
- David Huddleston (VF : Pierre Garin) : le capitaine McBride
- Luciano Catenacci (VF : Jacques Deschamps) : Fred Cline ("Curly")
- Riccardo Pizzuti (VF : Jean-François Laley) : "Le balafré", homme de main de Fred
- Ezio Marano (VF : Gilles Tamiz) : Bloodsucker
- Luciano Rossi (VF : Guy Chapellier) :  John Philip Forsythe de la Dynastie alias "Geronimo"
- Laura Gemser (VF : Jeanine Forney) : Suzy Lee
- Edy Biagetti : le vice-gouverneur
- Luigi Caselatto : Read
- April Clough (VF : Martine Irzenski) : Angie Crawford
- Jill Flanter (VF : Régine Blaess) : la comtesse Galina Kochilova
- Emilio Delle Piane (VF : Jacques Ciron) : Pierre, le domestique

## Autour du film
- Ce film est le premier que Terence Hill et Bud Spencer tournent à Miami, économisant ainsi sur la construction des décors et n'ayant aucun problème avec la météo. Le duo tournera plus tard, dans cette même ville, les films Pair et impair, Quand faut y aller, faut y aller et, bien sûr, Les Super-flics de Miami.
- Comme dans la plupart des films du duo Spencer-Hill, les séquences de baston sont chorégraphiées par le cascadeur Riccardo Pizzuti, qui se permet même un petit rôle parmi les méchants pour s'assurer que les scènes soient réussies.
- Dans la première scène de bagarre (entre Walsh et les hommes de Fred), un des figurants touche involontairement Bud Spencer au visage. À noter que les deux acteurs pouvaient frapper les figurants, tous cascadeurs professionnels, mais ceux-ci n'avaient en revanche pas le droit de toucher les deux vedettes.
- Dans la scène des essayages au vestiaire de l'école de police, Bud Spencer affirme être de taille "extra, extra, extra, extra large". L'acteur interprétera plus tard une série télévisée justement intitulée Extralarge. Dans la même scène, Terence Hill dit que Bud Spencer a les pieds plats ; Spencer a joué dans une série de films, de 1973 à 1980, dans lequel il incarnait l'inspecteur Rizzo, surnommé "Pied-plat".
- Certains acteurs du film rejoueront une nouvelle fois avec le duo : Luciano Catenacci dans Pair et impair ; David Huddleston dans Quand faut y aller, faut y aller et April Clough dans Attention les dégâts.

## Erreurs
- Dans la scène où les hommes de Fred sont sur un quai et donnent un signal à un bateau qui arrive, l'action se passe au milieu de la nuit alors que dans l'image montrant le bateau dans les jumelles, le ciel est clair comme au petit matin[1].
- Dans le film, Suzy Lee fait référence aux samouraïs, qui sont des guerriers japonais, alors que la jeune femme est chinoise. De plus, son oncle s'exprime en vietnamien, qui est la langue maternelle de l'acteur Frank Nguyen.

## Accueil

### Critique
Considéré par beaucoup comme le meilleur film du duo Bud Spencer - Terence Hill .

### Distinctions
- 1978 : vainqueur du Golden Screen (Allemagne)